# Wieści Wolbromskie
Wieści Wolbromskie – dwutygodnik lokalny ukazuje się nieprzerwanie od 1991 roku, a jego nakład jest weryfikowany przez Związek Kontroli Dystrybucji Prasy. Członek Stowarzyszenia Gazet Lokalnych.